# 7 Seconds (banda)
7 Seconds (estilizado 7Seconds) foi uma banda americana de punk hardcore de Reno, Nevada. Formada em 17 de janeiro de 1980, pelo dois irmãos Marvelli, que usaram os nomes do punk rock "Kevin Seconds" e "Steve Youth", e os irmãos Borghino, que levaram os nomes "Tom Munist" e "Dim Menace". A banda passou por inúmeras mudanças de formação nos anos seguintes, com apenas os irmãos Kevin Seconds e Steve Youth sendo membros constantes.
Em 20 de março de 2018, a banda anunciou sua separação em sua página oficial do Facebook. A formação final do 7 Seconds foi Kevin Seconds (vocal), Steve Youth (baixo), Troy Mowat (bateria) e Bobby Adams (guitarra).

## Discografia

### Álbuns de estúdio
- 1983: United We Stand (relançado como Old School)
- 1984: The Crew
- 1985: Walk Together, Rock Together
- 1986: New Wind
- 1986: Praise
- 1987: Live! One Plus One
- 1988: Ourselves
- 1989: Soulforce Revolution
- 1991: Old School
- 1993: Out the Shizzy
- 1995: alt.music.hardcore
- 1995: The Music, The Message
- 1999: Good To Go
- 2000: Scream Real Loud...Live!
- 2005: Take It Back, Take It On, Take It Over!
- 2014: Leave A Light On